# Humbertia madagascariensis
Genre
Espèce
Humbertia madagascariensis, le bois de fer, est une espèce de plantes dicotylédones de la famille des Convolvulaceae, endémique de Madagascar. C'est l'unique espèce du genre Humbertia (genre monotypique). Ce sont des arbres de taille moyenne pouvant atteindre 30 mètres de haut, au bois très dur.
Ce genre, considéré comme un genre primitif des Convolvulaceae,  a été classé dans la tribu des Erycibeae avec des genres d'Amérique et d'Asie, mais également dans une famille distincte, celle des Humbertiaceae, ou au sein de la famille des Convolvulaceae dans une sous-famille des Humbertioideae.

## Description
Humbertia madagascariensis est un arbre de taille moyenne pouvant atteindre 30 mètres de haut. Le tronc, droit et cylindrique,  qui a souvent de petits contreforts, peut atteindre 200 cm de diamètre. L'écorce externe est brun grisâtre, avec de fines fissures, et l'écorce interne présente des bandes blanchâtres. Les rameaux portent des cicatrices foliaires importantes et sont couverts de poils rougeâtres lorsqu'ils sont jeunes. Les feuilles coriaces et sans poils, munis de pétioles courts, poussent à l'extrémité des rameaux. Elles peuvent atteindre  10 cm de long. Le limbe, de forme obovale, a des marges entières, des bases cunéées et des sommets entaillés ou obtus. Les fleurs petites, pentamères, se développent à l'aisselle des feuilles, solitaires ou en petits groupes. Les pétales sont blanc crème et poilus à l'extérieur avec des bords membraneux. Les étamines et le pistil se projettent dans une bosse et sont plus de deux fois plus longs que la corolle. Le fruit est une baie brune légèrement charnue contenant une ou deux graines.

## Synonymes
Selon The Plant List (25 septembre 2019) :
- Endrachium madagascariense J.F. Gmel.
- Humbertia aeviternia Comm. ex Lam.
- Smithia thouinia J.F. Gmel.
- Thouinia spectabilis Sm.

## Utilisation
Le bois, connu sous les noms d'endranendrana ou fantsinakoho,  est extrêmement dense, dur et durable, ce qui le rend bien adapté aux travaux de construction lourde, notamment lorsqu'il doit être exposé à l'humidité. Il peut également être utilisé pour les parquets, la sculpture, la tournerie, les étais de mines, les traverses de chemin de fer s et les instruments agricoles. Cependant, l’arbre a une aire de répartition limitée et est devenu rare, et doit faire l'objet de recherche supplémentaire et de mesures de protection. Un alcool sesquiterpène d’un nouveau type a été isolé du bois de cœur de l’arbre et la classe de sesquiterpènes de ce type a été baptisée « humbertiol ».